# Mats Gies
Mats Gies (Amsterdam, 22 oktober 1994) is een Nederlandse darter die actief is op toernooien van de Professional Darts Corporation en World Darts Federation.
Gies speelde in 2012 voor het eerst op televisie tijdens de Zuiderduin Masters Jeugd in Egmond aan Zee. Vier jaar later, in februari 2016, bereikte de Nederlander de halve finales van het herentoernooi van de Dutch Open in Assen.
Hij speelde in de European Qualifying School in januari 2018 en kwalificeerde zich voor zijn eerste PDC European Tour. Hij debuteerde in mei 2018, bij de 2018 European Darts Grand Prix.
Gies won in november 2018 de Western Europe Youth Qualifier in Zwolle en plaatste zich voor het PDC World Youth Championship 2018.
In mei 2023 gaf Gies aan geen professionele carrière in het darts meer te ambiëren. Hij wist in januari van dat jaar tijdens Q-School geen tourkaart te bemachtigen, maar zou wanneer dat wel het geval was de tourkaart inleveren.

## Referentie
- Dit artikel of een eerdere versie ervan is een (gedeeltelijke) vertaling van het artikel Mats Gies op de Engelstalige Wikipedia, dat onder de licentie Creative Commons Naamsvermelding/Gelijk delen valt. Zie de bewerkingsgeschiedenis aldaar.

1. ↑  Mats Gies. Mastercaller.com (3 mei 2018).
2. ↑  Darter Mats Gies: "Veel geleerd op kwalificatietoernooi". Omrop Fryslân. Gearchiveerd op 7 juli 2018.
3. ↑  (en)  2018 European Darts Grand Prix Draw. Gearchiveerd op 30 september 2020.
4. ↑  Mats Gies. Gearchiveerd op 8 mei 2018. Geraadpleegd op 24 mei 2018.
5. ↑  Actueel, Darts, Mats Gies ziet af van professionele dartcarriere: 'Een week Super Series zou ik wel erg leuk vinden'. Darts Actueel (17 mei 2023). Geraadpleegd op 23 maart 2024.